# Палена
Палена (итал. Palena) — коммуна в Италии, расположена в регионе Абруццо, подчиняется административному центру Кьети. Во время Второй мировой войны находилась на линии Густава.
Население составляет 1477 человек, плотность населения составляет 16 чел./км². Занимает площадь 91 км². Почтовый индекс — 66017. Телефонный код — 0872. Отсюда эмигрировали в Америку родители Перри Комо.